# Stenoma neopercna
Stenoma neopercna es una especie de polilla del género Stenoma, orden Lepidoptera.
Fue descrita científicamente por Meyrick en 1930.

## Descripción
Es de hábitos nocturnos y su envergadura es de 25 a 26 mm.

## Distribución
Stenoma neopercna habita en el continente de América, en Brasil.